# Slizké
Slizké (bis 1927 slowakisch „Slizské“ oder „Slizskó“; ungarisch Szeleste – bis 1907 Szilistye) ist eine Gemeinde in der südlichen Mittelslowakei mit 265 Einwohnern (Stand 31. Dezember 2024), die im Okres Rimavská Sobota, einem Kreis des Banskobystrický kraj, liegt und zur traditionellen Landschaft Gemer gehört.

## Geographie

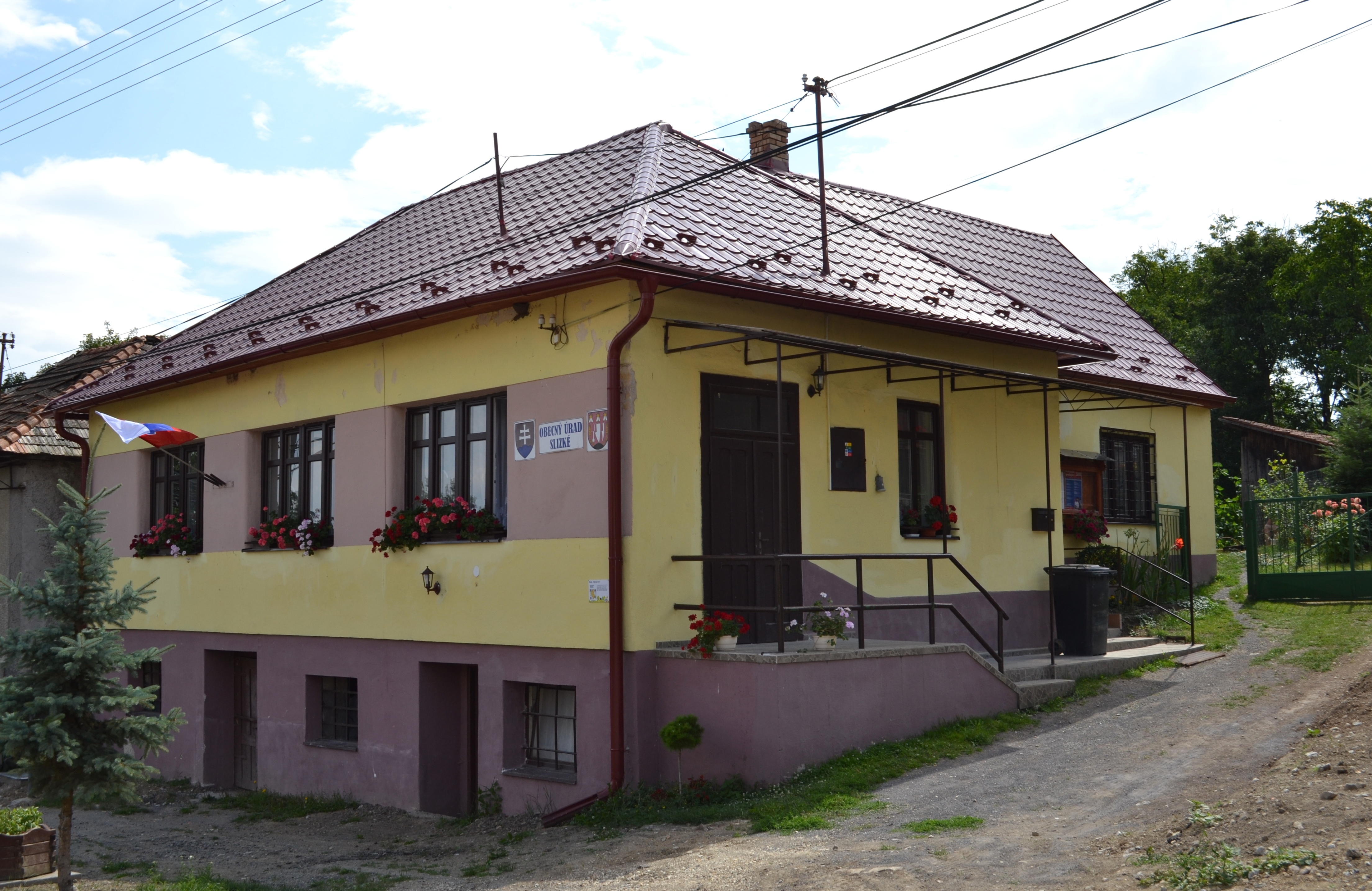
Gemeindeamt von Slizké

Die Gemeinde befindet sich im Bergland Revúcka vrchovina innerhalb des Slowakischen Erzgebirges, im Einzugsgebiet des Blh und somit der Rimava. Das Ortszentrum liegt auf einer Höhe von 398 m n.m. und ist 20 Kilometer von Rimavská Sobota entfernt.
Nachbargemeinden sind Rybník im Norden und Nordosten, Hostišovce im Osten und Südosten, Budikovany im Süden, Drienčany im Südwesten, Hrušovo im Westen und Lipovec im Nordwesten.

## Geschichte

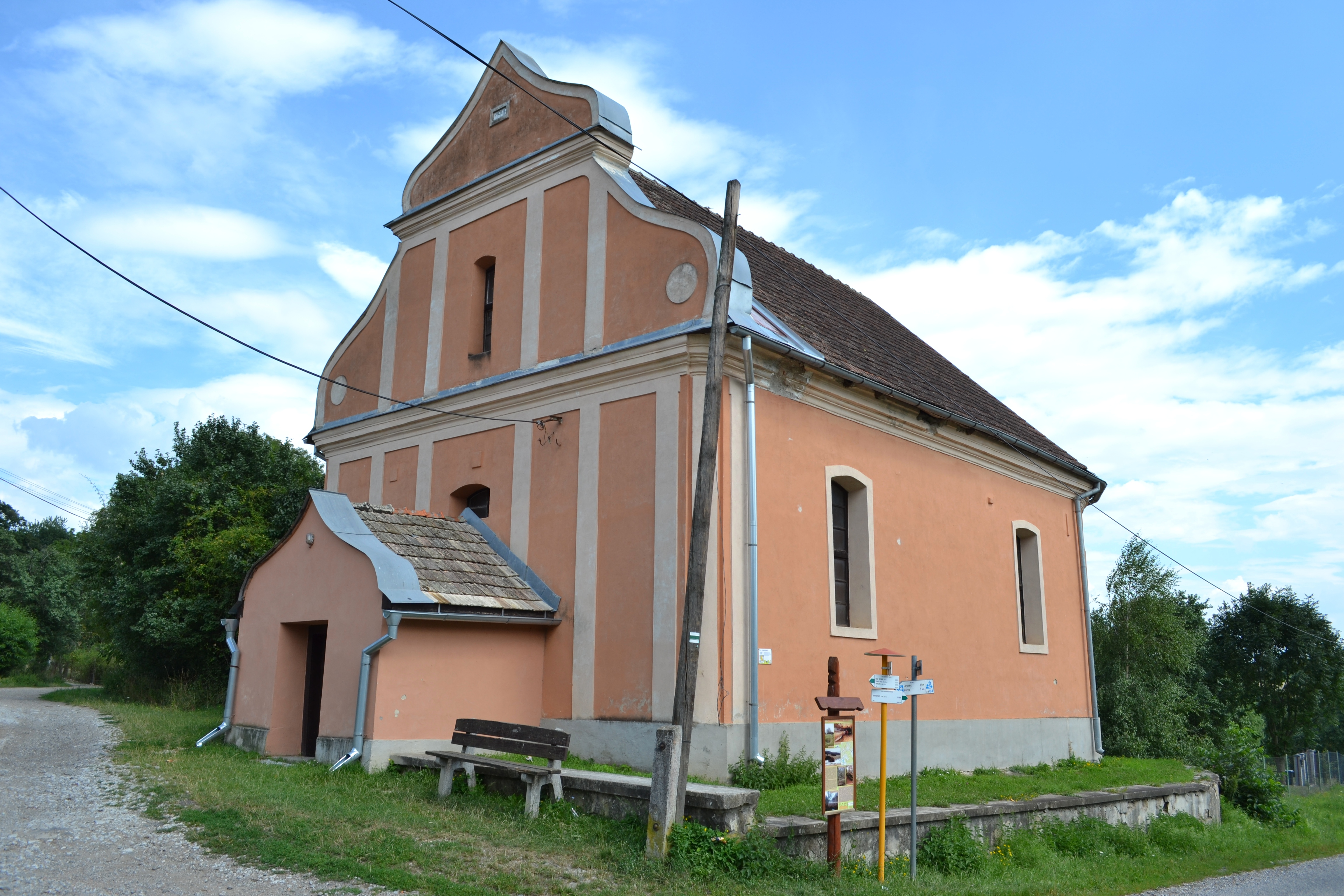
Evangelische Kirche

Slizké wurde zum ersten Mal 1285 als Zyluche als Teil des Herrschaftsgebiets der Burg Blh schriftlich erwähnt. Im 15. Jahrhundert war das Dorf Besitz des Geschlechts Derencsényi, im 17. Jahrhundert gehörten die Ortsgüter der Herrschaft der Burg Muráň sowie verschiedenen landadligen Familien. 1828–37 zählte man 46 Häuser und 337 Einwohner, die als Kalkbrenner, Viehhalter, Wachssammler, Hersteller von Riet und Brenner von Sliwowitz beschäftigt waren.
Bis 1918/19 gehörte der im Komitat Gemer und Kleinhont liegende Ort zum Königreich Ungarn und kam danach zur Tschechoslowakei beziehungsweise heute Slowakei.

## Bevölkerung
| Jahr                | 1994 | 2004    | 2014     | 2024     |
| ------------------- | ---- | ------- | -------- | -------- |
| Anzahl der Personen | 134  | 138     | 214      | 265      |
| Unterschied         |      | +2,98 % | +55,07 % | +23,83 % |

| Jahr                | 2023 | 2024    |
| ------------------- | ---- | ------- |
| Anzahl der Personen | 255  | 265     |
| Unterschied         |      | +3,92 % |

Gemäß der Volkszählung 2011 wohnten in Slizké 208 Einwohner, davon 187 Slowaken, vier Magyaren und zwei Tschechen. 24 Einwohner machten keine Angabe zur Ethnie.
153 Einwohner bekannten sich zur römisch-katholischen Kirche, 17 Einwohner zur Evangelischen Kirche A. B. und zwei Einwohner zu den Zeugen Jehovas. 11 Einwohner waren konfessionslos und bei 25 Einwohnern wurde die Konfession nicht ermittelt.

## Baudenkmäler
- turmlose evangelische Toleranzkirche im gemischten barock-klassizistischen Stil aus dem Jahr 1798[6]
- Glockenturm im barock-klassizistischen Stil aus dem frühen 19. Jahrhundert